# Una figlia per il diavolo (romanzo)
Una figlia per il diavolo è un romanzo horror scritto da Dennis Wheatley. La trama ha ispirato il film del 1976, Una figlia per il diavolo, diretto da Peter Sykes.

## Trama
Nella Francia del sud, la scrittrice di storie di spionaggio Molly Fountein rimane incuriosita dal fatto che la sua strana vicina di casa, una giovane ragazza, non esca mai di casa, se non di notte.
Decide così di incontrarla e conoscerla. La ragazza le dice di chiamarsi Christina, ma la donna si accorge in breve (dalla iniziali di un fazzoletto che recitano E.B.) che tale nome è falso.
Con una tecnica di persuasione riesce a sapere più cose sulla ragazza.
Essa è stata portata lì dal padre dall'Inghilterra per nasconderla da persone che la stanno cercando per motivi a lei ignoti. La ragazza racconta di essere la figlia di un noto proprietario di una fabbrica di trattori e di una donna molto religiosa. Ha studiato inoltre per molti anni in collegi femminili. Una sua strana caratteristica è però quella di sentirsi male nelle vicinanze di luoghi sacri e di suscitare irrequietezza negli animali.
Molly, per cercare di rendere più aperta la ragazza, decide di farle conoscere suo figlio John, in vacanza dal lavoro. Il ragazzo si invaghisce subito di Christina (la chiamano così non volendo lei rivelare il vero nome), e decide di portarla fuori per la serata.
Tuttavia di notte la ragazza dimostra un carattere molto più estroverso rispetto a quello timido e impacciato delle ore diurne. Inoltre ad una festa viene avvicinata da un certo Prete Copely-Syle, che lei riconosce come un vecchio amico del padre. Prete le presenta anche il marchese De Grasse, un noto uomo di malaffare francese. Questi le propone di farle fare una gita sul suo yacht la sera seguente, e la ragazza accetta.
Il giorno dopo Molly e John cercano di dissuadere Christina dal recarsi davvero da De Grasse, e lei accetta di buon grado il consiglio. Una volta fattasi sera però, il figlio del marchese, il conte Jules, passa da casa e convince la ragazza a seguirlo di sua spontanea volontà.
In un momento di lucidità tuttavia Christina riesce a chiedere aiuto a Molly e al figlio, che si recano nell'hotel del conte Jules e si trovano di fronte alla ragazza che cambia di continuo opinione sul restare o no. A quel punto Molly è costretta a drogarla per farle credere di star male e portarla via. Una volta a casa decide di fare una prova: lanciando un crocifisso sulla ragazza, essa reagisce in maniera violenta.
Christina quindi nelle ore notturne è posseduta dal diavolo.
Molly decide di chiedere quindi aiuto ad un suo vecchio collega, il colonnello Verney, soprannominato da lei C.B. (Conky Bill), che s'intende di satanismo e messe nere. Egli si reca subito in Francia e spiega di come i satanisti siano altamente diffusi sul pianeta come una vera e propria fede religiosa, soprattutto in Unione Sovietica dove il comunismo viene usato come metodo di sovversione mirato ad abbattere i governi per diffondere il caos di Satana.
A quel punto la ragazza rivela di chiamarsi Ellen e di essere molto vicina al suo ventunesimo compleanno.
Successivamente si presenta a casa di Molly il conte Jules. Egli rivela di aver stretto un patto con Prete, secondo cui se avesse rapito e portato Christina in Inghilterra entro il suo compleanno avrebbe ricevuto mille franchi. Per non farlo, chiede a John il doppio della somma.
Il ragazzo rifiuta.
Quella sera però, mentre la ragazza è impegnata a cambiarsi, il conte passa a prenderla nuovamente da casa, e lei, sotto l'influsso demoniaco, accetta di seguirlo.
Molly, John e C.B. intraprendono quindi un'azione di salvataggio, ma non possono

## Edizioni
- Dennis Wheatley, Una figlia per il diavolo, collana Horror Mondadori, Arnoldo Mondadori Editore, 1990,  p. 366, ISBN 88-04-38779-3.